# Stvarno nestvarno
Stvarno nestvarno sedamnaesti je studijski album Parnog valjka. To je ujedno i prvi album čije je prvo izdanje izašlo samo u digitalnom obliku, dok se na najavljeno Deluxe izdanje na disku još uvijek čeka.
Album se sastoji od 10 pjesama prepoznatljivog štiha, a od ostalih albuma izdvaja ga uvođenje puhačkih instrumenata. Album otvaraju i zatvaraju dvije "povratničke" pjesme koje su objavljene povodom povratka na scenu 2009. godine - "Nakon svih godina" i "To sam stvarno ja". Osim njih, zapaženiji uspjeh bilježe i naslovna pjesma, te "Ljubav je droga" i "Vjeruj".
Album u promovirali velikom turnejom po Hrvatskoj u suradnji s Drogerie Markt Hrvatska pod nazivom "Vjeruj, tu sam čovjek". 
Pola pjesama s albuma bit će reizdano na sljedećem albumu Nema predaje, koje će dobiti i fizičku inačicu.

## Popis pjesama

### Standardne
1. Nakon svih godina (4:53)
2. Vjeruj (3:08)
3. Svijet je danas lud (4:25)
4. Za sve sam kriv što nisam (3:29)
5. Stvarno nestvarno (3:42)
6. Kralj iluzija (4:57)
7. Aleluja (Ja još vjerujem u nas) (4:15)
8. Istina (4:04)
9. Ljubav je droga (3:00)
10. To sam stvarno ja (3:30)

## Izvođači
- vokal - Aki Rahimovski
- gitare, vokal - Marijan Brkić - Brk
- klavijature - Berislav Blažević - Bero
- bas gitara, vokal - Zorislav Preksavec - Preksi
- bubnjevi - Damir Šomen
- gitare, vokal - Husein Hasanefendić - Hus
- prateći vokal - Tina Kresnik

## Vanjske poveznice
- Album na službenoj stranici sastava
- Album na stranici discogs.com